# Gyula Strausz
Gyula Strausz (Budapest, 26 febbraio 1880 – Budapest, 18 marzo 1949) è stato un discobolo, giavellottista e lunghista ungherese.

## Biografia
Partecipò ai Giochi della II Olimpiade di Parigi del 1900 in due differenti gare di atletica leggera. Nella gara di salto in lungo arrivò decimo mentre in quella del lancio del disco ottenne il quattordicesimo posto.
Strausz disputò anche i Giochi olimpici intermedi, senza però ottenere risultati importanti.